# Lepidogrammitis pyriformis
Lepidogrammitis pyriformis là một loài thực vật có mạch trong họ Polypodiaceae. Loài này được (Ching) Ching miêu tả khoa học đầu tiên năm 1940.